# 1336
1336 (MCCCXXXVI) je bilo prestopno leto, ki se je po julijanskem koledarju začelo na ponedeljek.

## Dogodki

### Propad Kemmu restavracije, začetek obdobja Muromači
- začetek leta - Spopadi na otoku Kjušu med procesarskimi klani cesarja Go-Daigoja in silami nastajajočega šogunata Ašikaga. ↓
- 13. april → Bitka pri Tatarahami: vojska Ašikage odločujoče porazi procesarske klane na otoku Kjušu. S tem se polasti mogočnih utrdb in vojaške infrastrukture, ki je nastala za čas mongolskih invazij.
- 4. julij - Bitka pri Minatogawi: vojska klana Ašikaga pod vodstvom daimja Takaudžija odločujoče porazi cesarsko vojsko pod vodstvom Nitte Jošisade. Po porazu se cesar Go-Daigo umakne iz nebranljivega Kjoto na bližnjo vzpetino Hiei od tam pa na jug v bolje utrjeni Jošino. Takaudži Ašikaga instalira na Krizantemin prestol novega marionetnega (proti)cesarja Komja. S tem se začne ti. Obdobje Severnega dvora (oziroma Ašikaga šogunata) in Južnega dvora[1] z dvema cesarjema, enim (marionetnim) v Kjotu in drugim, politično odločnejšim v Jošinu. 1337 ↔

### Preludij v stoletno vojno
- 26. december - Casus belli za stoletno vojno: francoski kralj Filip VI. zahteva od angleškega kralja Edvarda III. izročitev francoskega plemiča in bivšega svetovalca Roberta III. Artoiškega, ki je pri francoskem kralju zapadel v nemilost. Edvard III. nima namena predati svoje politične pridobitve. 1337 ↔
- Več plenjenj francoskih gusarjev ob angleški obali spodbudi govorice o bližajoči se invaziji Francozov.
- Druga vojna za škotsko neodvisnost: Angleži požgejo severno škotsko pristanišče Aberdeen. Po drugi strani škotski lojalisti privrženi izgnanemu kralju Davidu II. preženejo anglo-škotsko stranko protikralja Edvarda Balliola nazaj v Anglijo.

### Ostalo
- 24. januar - Umrlega aragonskega kralja Alfonza IV. nasledi njegov sin Peter IV., ki poleg starejših nazivov (kralj Aragonije in Valencije, grof Barcelone), podeduje še novejše (kralj Sicilije[2], Sardinije in Korzike).

- 25. februar - Pilėnai, Litva: tik pred padcem litvanske samogitijske utrdbe Pilėnai, ki jo oblegajo vitezi križniki, stori množični samomor več kot 4.000 braniteljev, vključno z ženskami in otroki.
- 5. april - Po smrti vojvode Drača in nominalnega albanskega kralja Ivana Anžujskega omenjeno mestno vojvodino nasledi Karel.
- 12. april - Bivši Ilkanat: bagdadski guverner premaga pretendenta za ilkanatskega kana Arpa-kana in nastavi svojo marioneto Muso-kana. 1337 ↔
- 26. april - Francesco Petrarca se povzpne na goro Ventoux (1.912 m) v bližini Avignona v predgorovju Francoskih Alp. Njegov vzpon ni prvi, kakor se pogosto omenja. Na "vetrovno" goro se je dve leti poprej povzpel učenjak Jean Buridan, da bi opravil nekatera meteorološka opazovanja.
- 20. junij - Papež Benedikt XII. izda bulo Summi magistri, s katero reformira starejša redova benediktancev in cistercijanov.
  - Istega leta izda bulo Benedictus Deus, v kateri določi dogmo, da so duše po smrti neposredno deležne večne blaženosti in/ali pokore ter da ne preidejo v nezavedno stanje, ki bi potem trajalo do Poslednje sodbe.
- 29. junij - Umrlega markiza Saluzza Friderika I. nasledi sin Tomaž II.. Njegovemu nasledstvu oporeka stric Manfred V. 1341 ↔
- Srbija: ogrska armada pod vodstvom kralja Karla I. vpade v Srbijo. Kralj Dušan Silni se umikne pred premočnimi Madžari v Šumadijo, kjer jih napade iz zasede. Kralja Karla I. zadane puščica in je huje ranjen, zato se Madžari umaknejo nazaj čez Donavo. Srbi se tako ponovno polastijo Beograda.
- Umrlega grofa Bara[3] Edvarda I. nasledi sin Henrik IV.
- Indija: delhijski sultan Muhamad bin Tuglak osvoji vsa hindujska kraljestva na jugu Indije razen kraljestva Hojsla, ki se upira še nekaj let. 1343 ↔
- Sardinija: umrlega sardinskega kralja[4] Arboreje Huga II. nasledi sin Peter III.
- Lakota na Kitajskem (1333-37) in začetek epidemije Črne smrti.

## Rojstva
- 9. april - Timurlenk, turško-mongolsko-perzijski osvajalec, ustanovitelj dinastije Timuridov († 1405)
- 14. april - cesar Go-Kogon, japonski proticesar († 1374)
- 1. julij - Filip Orleanski, vojvoda Orléansa, Touraine, grof Valoisa († 1376)
- 25. julij - Albert I., bavarski vojvoda († 1404)

Neznan datum
- Filip Navarski, navarski princ, grof Longuevilleja († 1363)
- Stefan Uroš V. Nemočni, srbski kralj in car (†  1371)
- Francesco Giustiniani Garibaldo, 14. genovski dož († 1408)
- papež Inocenc VII. († 1406)
- Jakob IV., majorški kralj, ahajski knez († 1375)
- Kiprijan Moskovski, ruski metropolit († 1406)
- Olivier de Clisson, bretonski vojak, francoski konstabl († 1407)
- Vukašin Mrnjavčević, srbski sokralj († 1371)
- Tran Du Tong, vietnamski cesar († 1369)

## Smrti
- 24. januar - Alfonz IV., aragonski kralj (* 1299)
- 25. februar - Margiris, litvanski plemič, vojvoda Samogitijcev
- 5. april - Ivan Anžujski, vojvoda Drača (* 1294)
- 12. april - Arpa-kan, pretendent za ilkanatskega kana
- 17. maj - cesar Go-Fušimi, 93. japonski cesar (* 1288)
- 29. junij - Friderik I., markiz Saluzza (* 1287)
- 4. julij:
  - Elizabeta Aragonska, portugalska kraljica, redovnica, svetnica (* 1271)
  - Kusunoki Masašige, japonski samuraj (* 1294)
- 13. september - John Eltham, angleški princ, 1. grof Cornwall (* 1316)

Neznan datum
- Belaur, vidinski despot (* ni znano)
- Cino da Pistoia, italijanski pesnik, pravnik (* 1270)
- Edvard I., francoski plemič, grof Bara (* 1293)
- Guillaume Pierre Godin, francoski dominikanski teolog (* 1260)
- Hugo II. Arborejski, sardinski kralj Arboreje
- Ramon Muntaner, katalonski vojak, kronist (* 1265)
- Rihard iz Wallingforda, angleški matematik, astronom in astrolog (* 1292)
- Tamagusuku, kralj Okinawe (* 1296)